# Othello (cépage)
Pour les articles homonymes, voir Othello.
L'othello est un cépage obtenu par croisement entre le Clinton et le Muscat de Hambourg. Il a été obtenu au Canada en 1859 par Charles Arnold. Aujourd'hui, l'Othello a pratiquement disparu.

## Histoire

### Origine
L'Othello est un cépage franco-américain obtenu par Charles Arnold en Ontario en 1859, puis introduit en France par Planchon. Avec ses collaborateurs, ce dernier avait étudié en 1873, à la demande du gouvernement français, les vignes américaines dans une optique de restauration du vignoble français. Il est employé après 1874 d'abord comme producteur direct, puis comme porte-greffe en raison de sa grande résistance au phylloxéra.
Il connaît alors en Europe et en France un succès important, ses boutures se vendant 1 à 2 francs-or.

### Interdiction du cépage à la vinification en 1935
Comme cinq autres cépages hybrides (Noah, Isabelle, Jacquez, Clinton et Herbemont), et dans un contexte de surproduction, l'Othello est interdit à la vinification en 1935. L'interdiction repose sur le taux de méthanol du vin issu de ces cépages, qui serait plus élevé qu’avec d’autres cépages et nuirait au nerf optique.

### Promotion de l'Othello
Plusieurs associations, dont le réseau Fruits oubliés militent pour un retour de ces cépages et la levée de leur interdiction.
Des parcelles de culture de l'Othello subsistent, notamment à Miradoux, et la production est vendue comme raisin de table sur le marché d'Agen. En raisin de table, il est de très bonne garde et peut donner des rendements considérables. 

## Caractéristiques
L'Othello est un cépage noir hybride américain, issu du croisement Clinton  X Black Hamburg.
Très fertile et très productif, son fruit se développe bien après les gelées printanières. Il est a priori relativement sensible à l'oïdium, comme au soufre employé pour traiter ce parasite, mais montre une bonne résistance aux maladies et ne demande que peu de traitements. Il est moyennement résistant au phylloxéra.
Le vin issu de l'Othello est foxé, bien coloré et alcoolique. Il est particulièrement foxé lorsqu'il est cultivé sur coteaux calcaires.
Il a servi pour obtenir d'autres hybrides créés par Albert Seibel et Georges Couderc. 
Sa feuille est vert jaunâtre, lisse. Sa grappe est de taille moyenne, cylindrique, comprimée. Les raisins sont légèrement étirés, bleu foncé, la chair est également bleue,.

## Synonymie
Les autres appellations de l'Othello sont :  Arnold's hybrid, Arnold's n° 1, Canadian hybrid, Canadian Hamburg, Challenge, Otelló, Otelo,.